# Маги (озеро)
Маги — озеро на северо-востоке Тверской области России. Расположено на территории Удомельского района. Принадлежит бассейну Волги. Находится на высоте 152,7 метров над уровнем моря. Длина озера 5,25 км, ширина максимальная — 1,21 км, средняя — 0,76 км. Площадь водной поверхности — 2,12 км². Берега возвышенные, побережье занято сельскохозяйственными угодьями и лесами. Длина береговой линии — 16 км. Максимальная глубина составляет 6,61 м, средняя — 2,73 м. Происхождение озера ложбинное. Из южной части вытекает река Мажица (бассейн Волчины). Площадь водосбора озера — 161 км². Населенные пункты: на северном берегу деревня Копачёво, на западном — деревни Глазачи и Оболтино.

## Данные водного реестра
По данным государственного водного реестра России относится к Верхневолжскому бассейновому округу, водохозяйственный участок реки — Молога от истока и до устья, речной подбассейн реки — Реки бассейна Рыбинского водохранилища. Речной бассейн реки — (Верхняя) Волга до Куйбышевского водохранилища (без бассейна Оки).
Код объекта в государственном водном реестре — 08010200111110000001340.